# Siriono
Cet article concerne la langue sirionó. Pour le peuple sirionó, voir Sirionó (peuple).
Le siriono est une langue tupi parlée par les Sirionos en Bolivie, dans le département de Beni. Il s'agit d'une des trente-sept langues officielles de Bolivie. Elle dispose d'un alphabet officiel, d'un dictionnaire récent et de matériel pédagogique bilingue, disponible sur Commons. En 2002, la langue était parlée par 399 locuteurs environ sur une population ethnique de 419 personnes. Des observations plus récentes indiquent plutôt une centaine de locuteurs pour une population de 500 personnes environ. La langue est considérée comme en danger selon les critères de l'UNESCO.

## Classification
La langue fait partie de la branche II dans la classification de Rodrigues (2007) des langues tupi-guarani. Elle a également été classée comme langue sirionoane aux côtés du yuki et du jorá. En suivant cette nouvelle analyse, la branche II n'est pas un regroupement homogène et les langues sirionoanes se distinguent des langues guarayoanes (guarayo et guarasu) autant que des langues guaranis (branche I).

## Graphie
Le nom de la langue est tantôt écrit accentué tantôt sans diacritique. La page du Wiktionnaire siriono résume les différentes sources et les différentes graphies utilisées.

## Écriture
Le siriono est écrit avec l’alphabet latin. Perry Priest a conçu un alphabet pour l’Instituto Lingüístico de Verano utilisé dans la traduction siriono du Nouveau Testament. En 1995 et 1996, plusieurs ateliers de normalisation des alphabets des langues boliviennes de Tierras Bajas ont lieu ; la communauté siriono a accepté les modifications apportées par ces travaux. Dans leur dictionnaire siriono, Gasparini et Dicarere considère ‹ ki › comme une lettre à part entière.
| Majuscules     | A     | Ä | B | Mb | Ch | Nd | E | Ë | Ng  | J  | I | Ï | Ɨ | Ɨ̈  | K    |
| Minuscules     | a     | ä | b | mb | ch | nd | e | ë | ng  | j  | i | ï | ɨ | ɨ̈  | k    |
| Équivalent ILV | a     | ã | b | mb | ch | nd | e | ẽ | ngu | j  | i | ĩ | ɨ | ɨ̃  | c/qu |
|                |       |   |   |    |    |    |   |   |     |    |   |   |   |    |      |
| Majuscules     | (Ki)  | M | N | Ny | Ñ  | Ö  | P | R | S   | Sh | T | U | Ü | W  | Y    |
| Minuscules     | (ki)  | m | n | ny | ñ  | ö  | p | r | s   | sh | t | u | ü | w  | y    |
| Équivalent ILV | (qui) | m | n | ny | ñ  | õ  | p | r | s   | sh | t | u | ũ | hu | y    |

## Phonologie
Les tableaux suivants présentent l'alphabet et les sons du siriono.

### Voyelles
|         | Antérieure  | Centrale    | Postérieure |
| ------- | ----------- | ----------- | ----------- |
| Fermée  | i [i] ĩ [ĩ] | ɨ [ɨ] ɨ̃ [ɨ̃] | u [u] ũ [ũ] |
| Moyenne | e [e] ẽ [ẽ] |             | o [o] õ [õ] |
| Ouverte |             | a [a] ã [ã] |             |

### Consonnes
|               |               | Bilabiale | Alvéolaire | Palatale     | Vélaire       | Glottale |
| ------------- | ------------- | --------- | ---------- | ------------ | ------------- | -------- |
| Occlusives    | Sourdes       | p [p]     | t [t]      |              | k [k] ki [kʲ] |          |
| Occlusives    | Sonores       |           | r [ɾ]      | ch [t͡ʃ] [t͡s̺] |               |          |
| Fricatives    | Fricatives    | b [β]     | s [s]      | sh [s̺]       |               | j [h]    |
| Nasales       | Nasales       | m [m]     | n [n]      | ñ [ɲ]        | ñ [ŋ]         |          |
| Prénasalisées | Prénasalisées | mb [m͡b]   | nd [n͡d]    | ny [n͡ʤ]      | ng [n͡g]       |          |
| Semi-voyelles | Semi-voyelles | w [w]     |            | y [j]        |               |          |

## Syntaxe
L'ordre des mots est principalement OSVX (objet, sujet, verbe, oblique), mais il est rare que tous les arguments soient exprimés. Les verbes se distinguent en trois classes : actifs (transitifs, intransitifs ou transitif à argument obligatoire), statifs et idéophones. Les substantifs sont de deux types : possédés ou autonomes. Les classes de mots supplémentaires dans la langue sont les suivantes : adverbes, postpositions, pronoms, démonstratifs, particules et interjections.

## Exemples
Les exemples suivants sont tirés du dictionnaire publié en 2015 et mis en ligne sur Commons.
| Mot    | Traduction | Prononciation standard |
| ------ | ---------- | ---------------------- |
| terre  | ibi        | íβi                    |
| ciel   | íbei       | íβei̯                   |
| eau    | i          | i                      |
| feu    | tata       | tata                   |
| homme  | eräkuï     | eɾã́kʷĩ                 |
| femme  | ereɨ̈       | eɾéɨ̯̃                   |
| manger | kiaru      | kʲáɾu                  |
| boire  | mbei       | m͡béi                   |
| grand  | oko        | óko                    |
| petit  | ñetë       | ɲétẽ                   |
| nuit   | itö ndaru  | itõndaɾu               |
| jour   | nyaasɨ̈     | n͡ʤáːs̺ɨ̃                 |

A comparer avec la même liste en guarani.